# تریگلاو ۲۵۲۲
سیارک ۲۵۲۲ (به انگلیسی: 2522 Triglav، نامگذاری:1980PP) دو هزار و پانصد و بیست و دومین سیارک کشف شده‌است که در ۶ اوت ۱۹۸۰ کشف شد.
قدر مطلق سیارک برابر ۱۱٫۶۰ است.